# سان ماركو إيفانغيليستا
سان ماركو إيفانغيليستا، (بالإنجليزية: San Marco Evangelista)‏، هي (بلدية) في مقاطعة كازيرتا في إقليم كامبانيا الإيطالي، وتقع على بعد حوالي 25 كم (16 ميل) شمال شرق نابولي، وحوالي 4 كيلومترات (2 ميل) جنوب كازيرتا.

## السكان
في سنة 1861 بلغ عدد السكان 2٬006 نسمة، وتطور العدد ليصل في سنة 2011 لـ 6٬306 نسمة.
يظهر هذا المخطط البياني تطور النمو السكاني لـ سان ماركو إيفانغيليستا